# Круг, Герман Карлович
Герман Карлович Круг (1924 — 1993) — советский учёный,  доктор технических наук, профессор, специалист в области автоматики. Заслуженный деятель науки и техники, заведующий кафедрой автоматики Московского энергетического института (1971-1992 годы).

## Биография
Герман Карлович Круг родился 22 июля 1924 года в городе Сестрорецке Ленинградской области. Сын ученого - электротехника, члена-корреспондента Академии наук СССР Карла Адольфовича Круга, одного из основателей Московского энергетического института.
После окончания средней школы Герман Карлович поступил в Московский энергетический институт и в 1948 году окончил его. По распределению был направлен работать в институт ВНИИ электромеханики, где занимал должность инженера и старшего научного сотрудника. После защиты кандидатской диссертации в 1952 году устроился на должность ассистента на кафедру автоматики МЭИ. В  дальнейшем, до конца жизни  работал на этой кафедре, прошёл путь от ассистента до заведующего кафедры (1971-1992).
Герман Карлович Круг со своими учениками посещал семинары профессора МГУ В. В. Налимова по математической теории эксперимента, в 1971 году стал научным руководителем проблемной лаборатории кафедры автоматики. Герман Карлович Круг был инициатором создания двух специализаций на факультете: «Автоматизированные системы управления технологическими процессами» и «Автоматизированные системы научных исследований».
Герман Карлович в разное время был членом бюро совета «Автоматизация научных исследований» при Президиуме АН СССР, членом редколлегии журнала «Приборостроение», членом Экспертного совета ВАК, научным руководителем программы развития вычислительной техники в МЭИ.
Герман Карлович Круг является автором около 300 научных работ, включая четыре монографии. Более 50 специалистов под его руководством защитили кандидатские диссертации, пять человек — докторские.
Похоронен в Москве, на Введенском кладбище  рядом с отцом  на участке № 2.
Его сын — Круг, Пётр Германович, доктор технических наук, профессор, также является выпускником МЭИ.

## Труды
- Проблемы планирования эксперимента. М.  "Наука", 1969.
- Учебное пособие по курсу "Техническое и математическое обеспечение систем автоматизации научных исследований" / Г.К. Круг, В.А. Кабанов, Г.А. Фомин ; Ред. Г.Ф. Филаретов. - Москва : МЭИ, 1979.

## Награды и звания
- Орден Трудового Красного Знамени
- Заслуженный деятель науки и техники РСФСР